# Jaroslav Šibrava (vállalat)
A Jaroslav Šibrava, Továrna motoroých vozidel (magyarul: Jaroslav Šibrava Autógyár) csehszlovák autógyártó cég volt Prágában az 1900-as évek elején.

## Története
A céget 1921-ben alapította Jaroslav Šibrava Prága Holešovice városrészében. A járműveket Šibrava márkajelzéssel készültek. A cég 1926-ban végleg befejezte a járműgyártását. Addig összesen kb. 100 darab autót készítettek.
Kezdetben a Trimobil sorozat készült, melynek jellegzetessége a három kerék volt. A jármű egy elülső és két hátsó kerékkel rendelkezett, így elöl inkább motorkerékpárra emlékeztetett, míg hátul hagyományos autóra.  A járműveket 1248 cm³-es léghűtéses motorral, később V elrendezésű, majd boxermotorral szerelték fel. A Trimobil készült nyitott karosszériával, kétszemélyes és négyszemélyes kivitelben, valamint taxi és kisteherszállító változatban is.
1925-ben mutatták be a Šibrava új modelljét, a négykerekű 4/14 HP-t. Ez már négykerekű autó volt, amely a Trimobilnál is használt boxermotort kapta meg. A 700 kg-os jármű 60 km/h-s maximális sebességet ért el.